# Coppa Sabatini 1971
La Coppa Sabatini 1971, ventesima edizione della corsa, si svolse il 30 settembre 1971 su un percorso di 220 km. La vittoria fu appannaggio dell'italiano Roberto Poggiali, che completò il percorso in 5h30'00", precedendo i connazionali Adriano Amici e Donato Giuliani.

## Ordine d'arrivo (Top 10)
| Pos. | Corridore           | Squadra   | Tempo    |
| ---- | ------------------- | --------- | -------- |
| 1    | Roberto Poggiali    | Salvarani | 5h30'00" |
| 2    | Adriano Amici       | Cosatto   | a 0'30"  |
| 3    | Donato Giuliani     | Filotex   | a 2'35"  |
| 4    | Alberto Della Torre | Filotex   | s.t.     |
| 5    | Enrico Maggioni     | Cosatto   | s.t.     |
| 6    | Mauro Simonetti     | Ferretti  | s.t.     |
| 7    | Mario Anni          | Ferretti  | a 4'00"  |
| 8    | Fabrizio Fabbri     | Cosatto   | a 4'30"  |
| 9    | Vittorio Cumino     | Filotex   | s.t.     |
| 10   | Luigi Castelletti   | Molteni   | s.t.     |